# Herz Jesu (Bischofswiesen)
Die Kirche Herz Jesu wurde 1926 fertiggestellt und ist damit die älteste Pfarrkirche von Bischofswiesen. Sie fällt in die Zuständigkeit der Pfarrei Herz Jesu Bischofswiesen, die dem römisch-katholischen Pfarrverband Stiftsland Berchtesgaden in der Erzdiözese München und Freising angehört.

## Geschichte
Ab etwa Ende des 19. Jahrhunderts wurden die römisch-katholischen Bürger Bischofswiesens von Kaplänen aus Berchtesgaden als Seelsorgsgeistlichen betreut. Erst mit dem Bau der Herz-Jesu-Kirche auf einem 34 km² großen Gebiet konnte auch nach und nach eine erste eigenständige Kirchengemeinde in Bischofswiesen gegründet werden. Ihr Planungs- und Baubeginn im November 1923 war nur dank der Unterstützung zahlreicher freiwilliger Helfer aus Bischofswiesen wie auch der des seinerzeit u. a. durch den Bau der Margarethenhöhe in Essen bekannten Architekten Georg Metzendorf (1874–1934) möglich, der die Baupläne für die Kirche kostenlos erstellt hatte. Kurz nach Ende der Deutschen Inflation von 1914 bis 1923 wurde die Kirche nach ihrer Fertigstellung 1926 dann auch erstmal nur mit dem Allernötigsten aus den Beständen anderer Kirchen mit einem alten Hochaltar aus Berchtesgaden, einer Marienfigur und einem einfachen Beichtstuhl ausgestattet und konnte anfangs noch nicht einmal getüncht werden.
Auch wenn 1927 die ehemalige Pension Dinzler als Pfarrhaus erworben wurde und dafür viel Geld geliehen werden musste, dauerte es bis 1934, bis die Kirchengemeinde Bischofswiesen als Expositur wenigstens eine eingeschränkte Eigenständigkeit erlangte. Dem neuen Seelsorgsgebiet wurden neben der Gnotschaft Bischofswiesen auch noch Winkl und Loipl zugeteilt sowie Teile von Strub und dem westlichen Teil der Stanggaß.
1958 war der alte Hochaltar mit der Herz-Jesu-Figur nicht mehr zu reparieren. An seiner Stelle folgte eine Herz-Jesu-Darstellung des Berchtesgadener Künstlers Hans Richter als neuem Mittelpunkt der Kirche. Auf eine erste Kirchenrenovierung von 1974 bis 1976 folgte in den Jahren 1996 bis 2001 eine Generalsanierung, die die Pfarrkirche wesentlich veränderte. So wurde das Dach zum ersten Mal wasserdicht eingedeckt und sämtliche Installationen auf den technisch neuesten Stand gebracht. Darüber hinaus legte man nun auch Wert auf ein schlüssiges künstlerisches Gesamtkonzept.
Im Zuge der Nachqualifizierungen seit 2006 steht auch diese Pfarrkirche nunmehr unter Denkmalschutz.

## Ausstattung

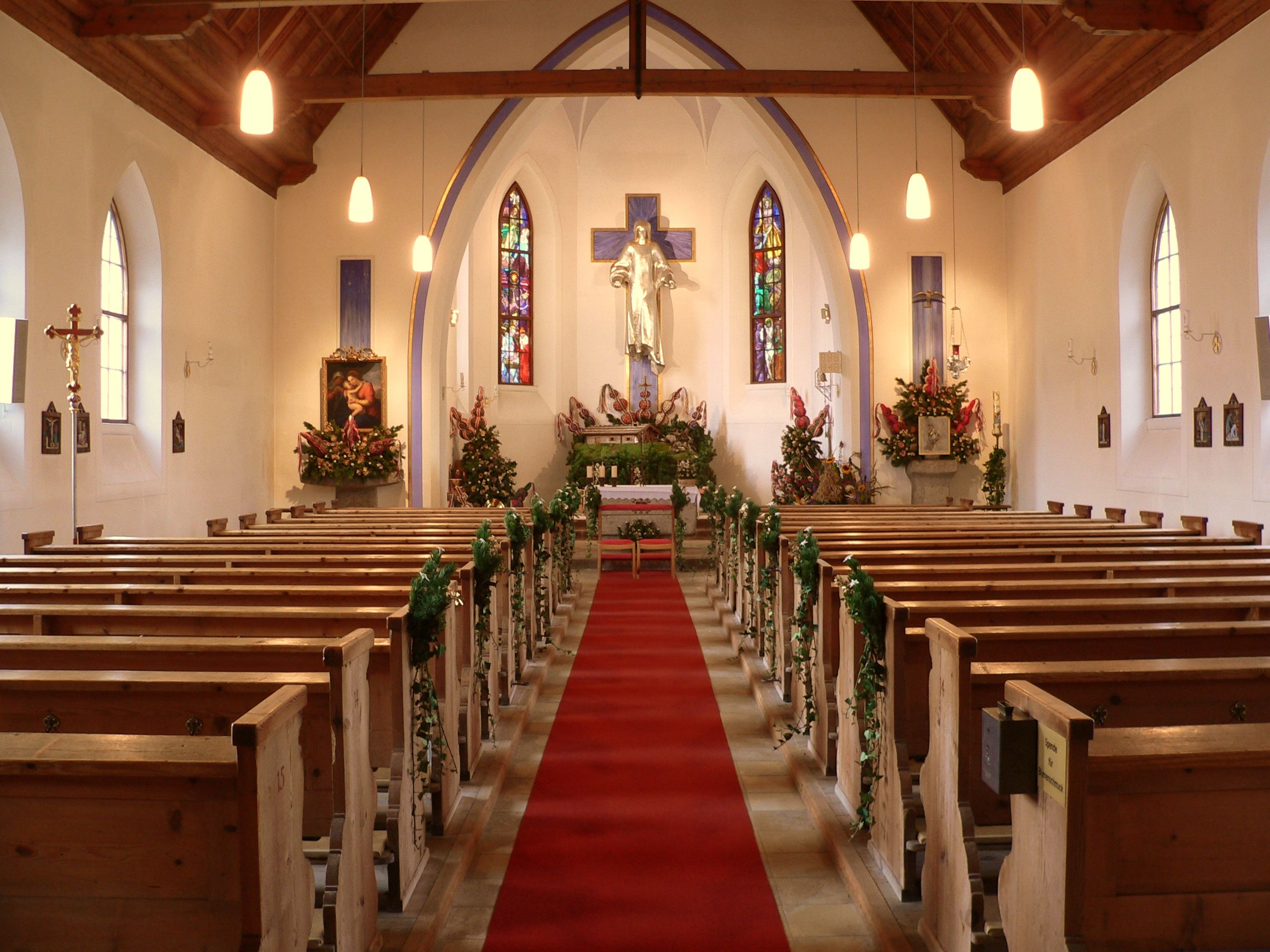
Blick vom Eingang zum Altar
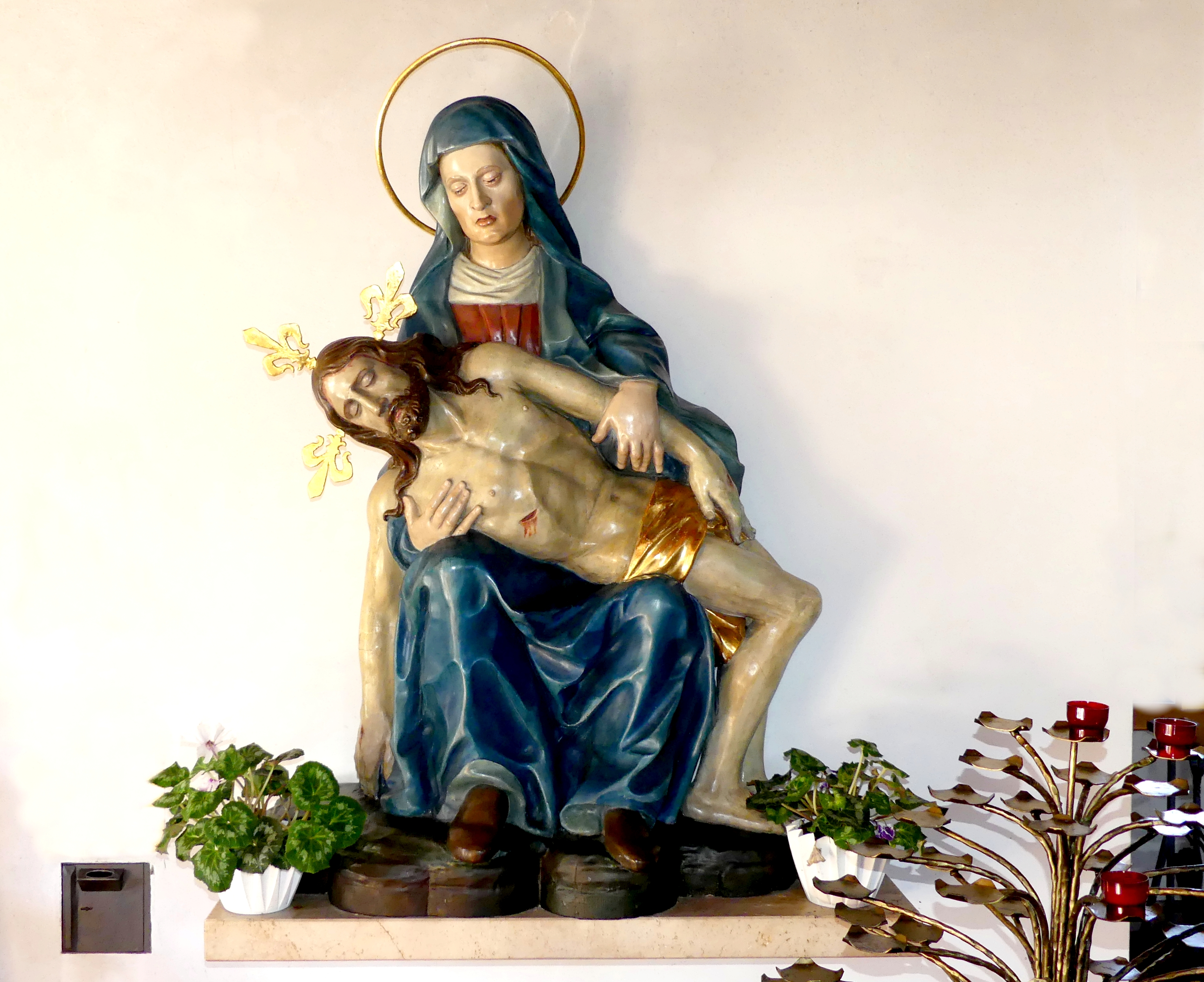
Statue „Schmerzen-Mariens“
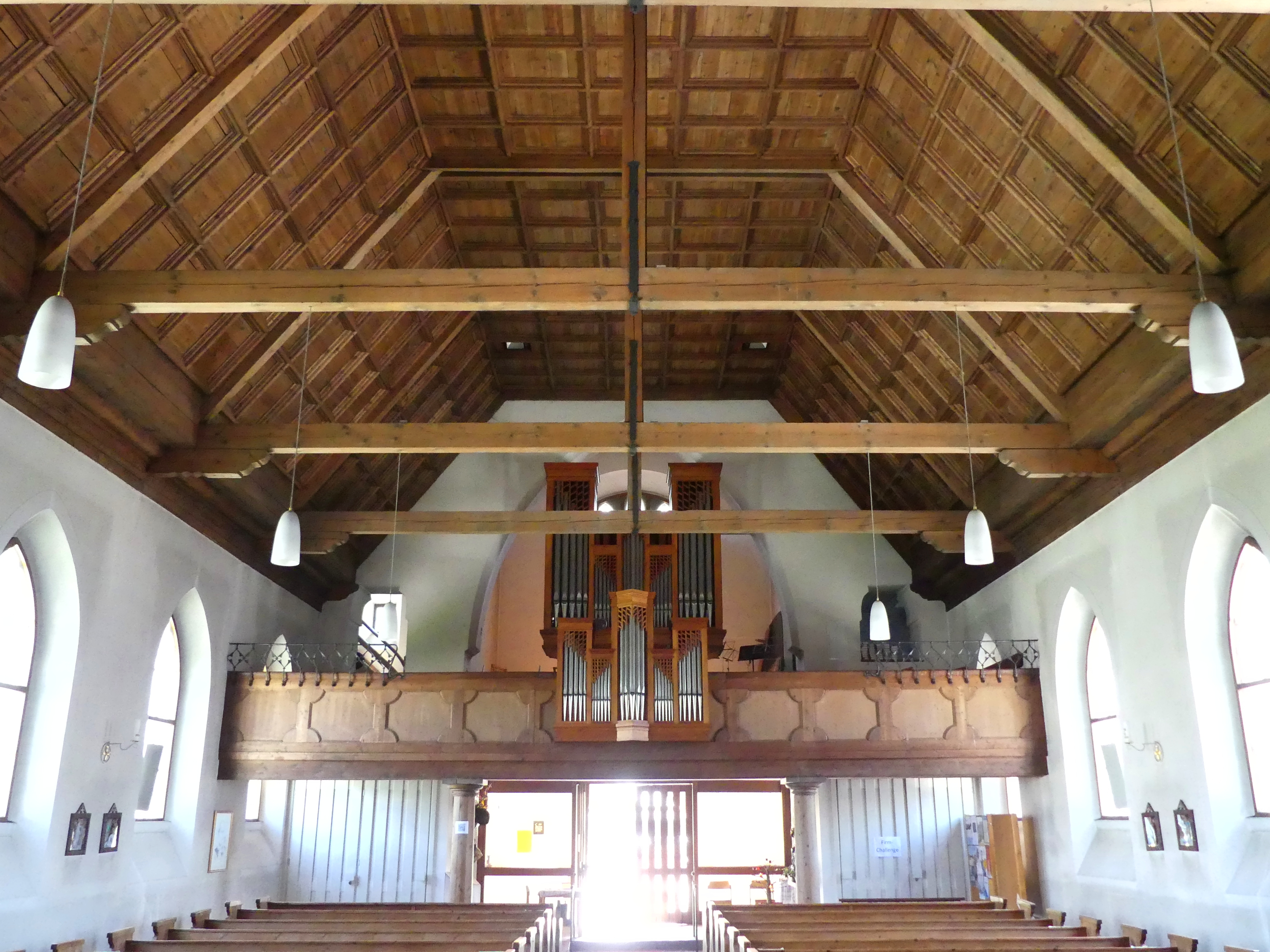
Kirche Herz-Jesu, Empore mit Orgel

## Pfarrei / Pfarrverband
Die Kirche Herz Jesu in Bischofswiesen ist die Pfarrkirche der Pfarrei Herz Jesu Bischofswiesen. Die Pfarrei bildete ab 2000 zusammen mit den anderen römisch-katholischen Pfarreien innerhalb Bischofswiesens den Pfarrverband Bischofswiesen. Dieser Pfarrverband ging ab dem 1. Juni 2019 über in den Pfarrverband Stiftsland Berchtesgaden, der seither die römisch-katholischen Pfarreien in den politischen Gemeinden Berchtesgaden, Bischofswiesen und Marktschellenberg umfasst. (Allerdings wird die Pfarrei Herz Jesu Bischofswiesen (Stand: Mai 2023) noch immer nicht unter stiftsland.de auf der Webseite „Pfarrverband“ stellvertretend für den ehemaligen Pfarrverband Bischofswiesen angezeigt, zudem weist eine Webseite des Erzbistums nach wie vor den Pfarrverband Bischofswiesen mit Verweis auf die Katholische Pfarrkirchenstiftung Herz Jesu Bischofswiesen als zuständige Verwaltung der ihm bislang zugehörigen Kirchengemeinden aus.)